# Oxycnemis erratica
Oxycnemis erratica là một loài bướm đêm trong họ Noctuidae.